# Jardin botanique de l'Université de Lettonie
Le Jardin botanique de l'Université de Lettonie (letton : Latvijas Universitātes botāniskais dārzs) est un jardin botanique établi au sein de l'Université de Lettonie. Il est situé sur la rive gauche de la Daugava à Riga en Lettonie.
Il s'agit du plus ancien jardin botanique de Lettonie, fondé en 1922. 
Son code d'identification internationale est RIGG.

## Histoire
Le Jardin botanique de l'Université de Lettonie a été fondé en 1922.
La première serre a été terminée en 1928.
Lors de la Seconde Guerre mondiale, les travaux de l'établissement sont fortement perturbés par la présence de troupes allemandes. Des arbres de l'arboretum sont brûlés et les collections sont endommagées.
Pendant l'occupation soviétique de la Lettonie, les travaux du jardin (comme l'ensemble des jardins botaniques de l'Union des républiques socialistes soviétiques) sont coordonnés par le Conseil de l'URSS aux Jardins Botaniques. Lorsque celui-ci eut pour ligne directrice "introduction et acclimatation de plantes", l'Université de Lettonie introduisit, sélectionna et étudia la biologie de plantes considérées comme utiles et économiquement intéressantes. Des progrès remarquables furent obtenus en termes d'acclimatations de pêchers et d'abricotiers au climat des Pays baltes ainsi qu'en matières d'introduction, de sélection et d'étude de rhododendrons.

## Collection

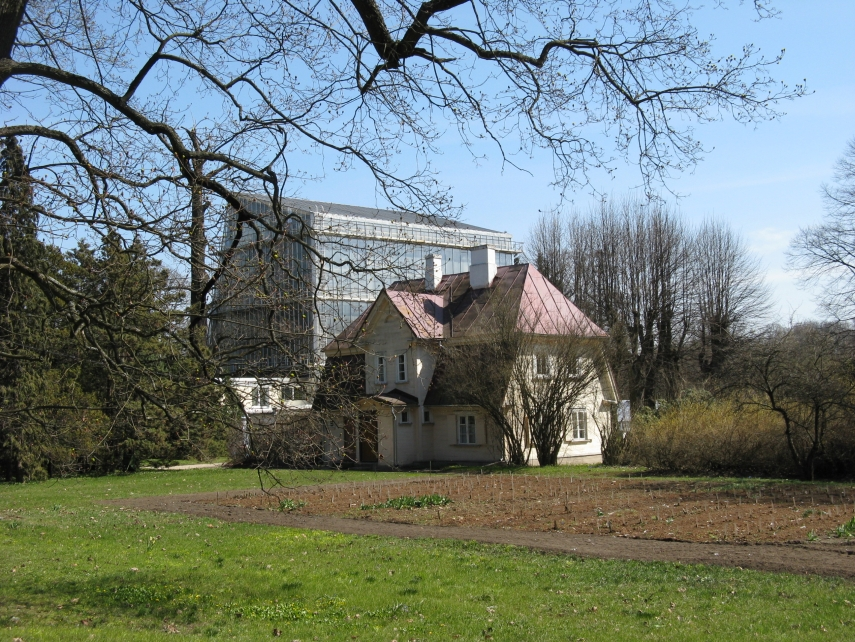
Vue sur le jardin botanique

Le Jardin botanique de l'Université de Lettonie dispose de plusieurs serres, d'un arboretum et d'un parc floral.
Il comporte également plusieurs bâtiments classiques en bois issus des XVIIIe et XIXe siècles.
Il abrite 5 400 taxons sur 15 hectares dont : 
- 1 755 taxons d'arbres et arbustes ;
- 1 660 taxons de plantes subtropicales et tropicales ;
- 1 990 taxons de plantes herbacées ornementales (dont fleurs).

Il conserve notamment plusieurs plantes des tourbières dont la collection, qui est financée par le Fonds letton de protection de l'environnement, a commencé en 2006.

## Directeurs
- 1922—1944: Nikolajs Malta
- 1945—1949: Pauls Galenieks
- 1949—1953: Emīlija Ozoliņa
- 1953—1955: Aldonis Vēriņš
- 1955—1965: Rihards Kondratovičs
- 1965—2002: Ādolfs Zorgevics
- 2007—2016: Anta Sparinska

## Publications
Le Jardin botanique de l'Université de Lettonie publie chaque année un Index seminum.